# Fucking (singolo)
Fucking è un singolo del gruppo musicale statunitense Scars on Broadway, pubblicato il 29 luglio 2010 dalla eatURmusic.

## Pubblicazione
Scritto dal frontman Daron Malakian, il brano è stato reso disponibile limitatamente per il download gratuito attraverso un microsito creato dal gruppo denominato "ArmageddonComeAlive".
In occasione del concerto tenutosi ad Avalon nell'agosto 2010, Malakian e John Dolmayan consegnarono 500 copie del singolo nel formato 7" alle prime 500 persone partecipanti al concerto.

## Tracce
Testi e musiche di Daron Malakian.
1. Fucking – 2:04

## Formazione
Gruppo
- Daron Malakian – voce, chitarra, basso, tastiera
- John Dolmayan – batteria

Produzione
- Daron Malakian – produzione
- Ryan Williams – missaggio